# Abubakr al-Kirbi

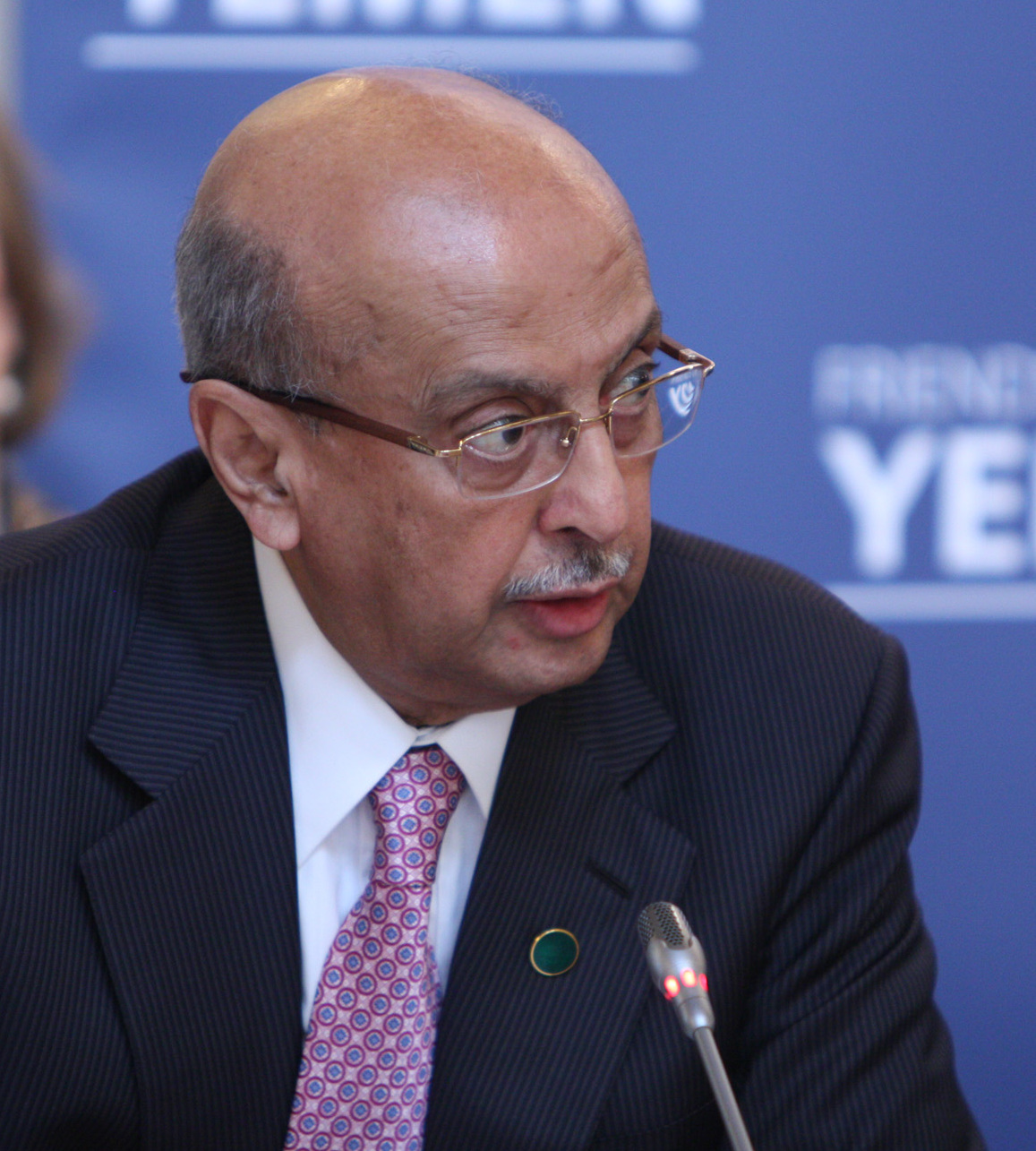
Abubakr al-Kirbi (2014)

Abu Bakr al-Kirbi (arabisch أبو بكر القربي, DMG Abū Bakr al-Qirbī; auch al-Kerbi) ist ein jemenitischer Politiker.

## Biografie
Al-Kirbi absolvierte ein Studium der Medizin in Großbritannien, das er mit einer Promotion zum Doktor der Medizin beendete. Nach seiner Rückkehr in den Jemen war er von 1982 bis 1993 Vizerektor der Universität Sanaa.
1993 erfolgte seine Berufung zum Erziehungsminister. Zwischen 1994 und 1997 war er Mitglied des Konsultativrates und Vorsitzender des Ausschusses für Menschen- und Freiheitsrechte.
Am 4. April 2001 wurde er von Präsident Ali Abdullah Salih zum Außenminister ernannt und damit zum Nachfolger von Abd al-Qadir Badschamal, der selbst Premierminister wurde. Das Amt des Außenministers behielt er auch nachdem Ali Mohammed Mudschur Nachfolger Badschamals als Premierminister wurde.
Im März 2007 war er nach Teheran geflogen, um den iranischen Außenminister Manutschehr Mottaki formell zur sofortigen Einstellung der Waffenhilfe für die Schiiten im Jemen zu bewegen. Seit fast drei Jahren schon bekämpften schiitische Rebellen das Regime in Sanaa. Als Anführer der Gotteskrieger, die sich Gläubige Jugend nennen, gilt Schiitenführer Abd al-Malik al-Huthi, der von seinen fanatischen Anhängern als Heiliger verehrt wird.
Im Rahmen der Diskussion um die Schließung des Gefangenenlagers der Guantanamo Bay Naval Base warf er 2008 ein, dass ein Teil der dort inhaftierten jemenitischen Staatsangehörigen nichts mit Terrorismus zu tun hätten und er nach deren Freilassung keine Gründe für eine weitere Inhaftierung in jemenitischen Gefängnissen sehe.